# تشارلز درابر فولكنير
تشارلز درابر فولكنير (بالإنجليزية: Charles Draper Faulkner)‏ هو مهندس معماري أمريكي، ولد في 11 مارس 1890 في سان فرانسيسكو في الولايات المتحدة، وتوفي في 31 ديسمبر 1979 في دانرز غروف في الولايات المتحدة.